# Демян Бедни
Демян Бедни (на руски: Демья́н Бе́дный) е псевдоним на Ефим Алексеевич Придворов, украински поет, писател, публицист и обществен деятел.

## Биография
Демян Бедни е роден на 13 април 1883 г. в село Губовка, Херсонска губерния, в селско семейство. Първоначално учи във военно училище (1896 – 1900), след това във филологическия факултет на Санктпетербургския държавен университет (1904 – 1908). Първите си стихове пише през 1899 г. Творбите му – басни, фейлетони, памфлети, сатири, песни – имат агитационен, остър политически характер. По време на Втората световна война (1941 – 1945) пише идеологически, мобилизиращи стихове.

## Творчество
- „За земята, за свободата, за работническата участ“ – стихотворна повест – 1917 г.
- „Главната улица“ – поема – 1922 г. и др.